# Tasmania Facula
La Tasmania Facula è una struttura geologica della superficie di Titano.